# Sideloading
El sideloading (transferencia local en español) describe el proceso de transferencia de archivos entre dos dispositivos locales, en particular entre una computadora personal y un dispositivo móvil, como un teléfono móvil, un teléfono inteligente, una PDA, una tableta, un reproductor multimedia portátil o un lector electrónico .
El Sideloading generalmente se refiere a la transferencia de archivos multimedia a un dispositivo móvil a través de USB, Bluetooth, WiFi o escribiendo en una tarjeta de memoria para insertarla en el dispositivo móvil, pero también se aplica a la transferencia de aplicaciones desde fuentes web que no están aprobadas por el proveedor.
Cuando se hace referencia a las aplicaciones de Android, "sideloading" generalmente significa instalar un paquete de aplicación en formato APK en un dispositivo Android. Dichos paquetes generalmente se descargan de sitios web que no sean la tienda oficial de aplicaciones Google Play. Para los usuarios de Android, la descarga de aplicaciones era posible si el usuario ha permitido "Fuentes desconocidas" en su Configuración de seguridad, pero a partir de Android Oreo, esta opción se descentralizó para que el usuario pueda administrar los permisos de instalación de aplicaciones de terceros en cada aplicación que lo requiera.
Cuando se hace referencia a las aplicaciones de iOS, "sideloading" significa instalar una aplicación en formato IPA en un dispositivo Apple, generalmente mediante el uso de un programa de computadora como Cydia Impactor, Xcode, en el dispositivo real usando un método de jailbreak o usando un servicio de firma en lugar de a través de la App Store de Apple. En las versiones modernas de iOS, tanto Apple como el usuario deben confiar en las fuentes de las aplicaciones en "administración de perfiles y dispositivos" en la configuración; excepto cuando se usan métodos de jailbreak para descargar aplicaciones. Apple no permite el Sideloading, excepto para pruebas internas y desarrollo de aplicaciones que utilizan los SDK oficiales.

## Historia
El término "sideload" fue acuñado a fines de la década de 1990 por el servicio de almacenamiento en línea i-drive como un medio alternativo para transferir y almacenar archivos de computadora virtualmente en lugar de físicamente. En 2000, i-drive solicitó una marca comercial para el término. En lugar de iniciar una "descarga" de archivo tradicional desde un sitio web o sitio FTP a su computadora, un usuario podría realizar un "sideload" y transferir el archivo directamente a su área de almacenamiento personal en el servicio. El uso de esta función comenzó a disminuir a medida que los discos duros más nuevos se abarataban y el espacio en ellos crecía cada año a gigabytes y se abandonó la solicitud de marca registrada.
La llegada de los reproductores MP3 portátiles a fines de la década de 1990 trajo el Sideloading a las masas, incluso si el término no fue ampliamente adoptado. Los usuarios descargarían contenido a sus PC y lo descargarían a sus reproductores.
Hoy en día, el sideloading está muy extendido y prácticamente todos los dispositivos móviles son capaces de realizarlo de una o más formas.

## Ventajas
El sideloading tiene varias ventajas en comparación con otras formas de entregar contenido a dispositivos móviles:
- No hay cargos por datos inalámbricos. La entrega de transferencia no involucra a un proveedor de servicios inalámbricos.
- El contenido se puede optimizar para cada dispositivo móvil. Como no hay restricciones de red móvil, el contenido se puede personalizar para cada dispositivo. Esto es más importante para la reproducción de video, donde el mínimo común denominador suele ser un factor limitante en las redes inalámbricas.
- No existen limitaciones geográficas en la entrega de contenido para transferencia lateral, ya que están implícitas en la cobertura limitada de las redes inalámbricas.
- No hay restricciones sobre el contenido que se puede transferir localmente. Los usuarios pueden transferir videos, libros electrónicos o software que esté restringido o prohibido en su país, incluido material que exprese opiniones impopulares o ilegales y pornografía.
- El contenido no se transmite y puede almacenarse permanentemente en el dispositivo móvil. Se puede escuchar o ver a conveniencia del usuario.
- El sideloading es un mecanismo excelente para el marketing de proximidad .
- El contenido que se elimina de una tienda en línea, por ejemplo, por infracciones de licencia descubiertas tardíamente, todavía se puede cargar en un dispositivo móvil.

## Desventajas
El sideloading también tiene desventajas:
- A veces se prefiere usar un servicio de streaming debido al almacenamiento limitado. Los proveedores de contenido limitan el contenido disponible para descargar y transferir debido a su pérdida de control sobre él.
- Existen enormes variaciones en la capacidad de rendimiento de los dispositivos móviles que pueden hacer uso del sideloading, desde simples teléfonos móviles con reproducción de video limitada hasta reproductores multimedia portátiles de gama alta. A menos que el archivo de audio/video esté codificado con el dispositivo de destino en mente, es posible que no se pueda reproducir.
- Algunos proveedores de servicios inalámbricos (sobre todo Verizon Wireless ) exigen que los fabricantes de teléfonos móviles limiten las capacidades de sideloading de los dispositivos en sus redes como una forma de bloqueo del proveedor. Esto generalmente resulta en la pérdida de USB y Bluetooth como opciones de sideloading (aunque la transferencia por tarjeta de memoria todavía está disponible).[8]

## Métodos

### Sideloading mediante USB
OMTP estandarizó el sideloading a través de una conexión USB a finales de 2007. Hasta ese momento, los fabricantes de teléfonos móviles tendían a adoptar soluciones de transferencia USB patentadas que requerían el uso de software y cables integrados o de terceros.
A menos que se instale un software adicional en el dispositivo, la PC o ambos, las transferencias generalmente solo pueden iniciarse desde la PC. Una vez conectado, el dispositivo aparecerá en la ventana del explorador de archivos de la PC como un reproductor multimedia o un disco duro externo. Los archivos y carpetas del dispositivo se pueden copiar a la PC, y la PC puede copiar archivos y carpetas al dispositivo.
El rendimiento del sideloading mediante USB varía mucho, dependiendo de la versión USB admitida y, aún más, de la implementación de ingeniería real del controlador USB. El USB está disponible en niveles de baja velocidad (1,2 Mbit/s, 150 KB/s), velocidad máxima (12 Mbit/s, 1,5 MB/s) y alta velocidad, con transferencia USB de alta velocidad de hasta 480 Mbit/s. s (60 MB/s). Sin embargo, la mayoría de los teléfonos móviles al momento de escribir este artículo son USB de velocidad completa. De los productos móviles compatibles con USB 2.0 de alta velocidad, el rendimiento real del sideloading suele oscilar entre 1 y 5 MB/s. Sin embargo, los populares teléfonos móviles BlackBerry de RIM y los iPod de Apple se distancian a velocidades de rendimiento más altas de aproximadamente 15,7 MB/sy 9,6 MB/s, respectivamente.

### Sideloading mediante Bluetooth
Los perfiles OBEX/OPP de Bluetooth permiten la transferencia de archivos entre una PC y un dispositivo móvil. Usar esta opción es un poco más complicado que usar una conexión USB, ya que primero se deben emparejar los dos dispositivos. Además, a diferencia del conocido arrastrar y soltar que suele estar disponible a través de USB, la implementación de Bluetooth es específica para el transceptor Bluetooth y los controladores que se utilizan. Los archivos que se transfieren a los dispositivos móviles a través de Bluetooth a menudo se reciben como mensajes, de la misma manera que se recibirían los mensajes de texto SMS. Si bien estos archivos se pueden guardar en cualquier medio de almacenamiento, su ubicación inicial es la memoria interna del teléfono. Como tal, las limitaciones de la memoria interna deben tenerse en cuenta antes de comenzar el sideload.

### Sideloading mediante tarjeta de memoria
El Sideloading a través de una tarjeta de memoria requiere que el usuario tenga acceso a un lector de tarjetas de memoria. Esto no debería ser un problema, ya que actualmente la mayoría de dispositivos (Computadoras, teléfonos móviles, cámaras, etc.) contienen al menos una entrada de esta unidad de almacenamiento. Los archivos de audio y video pueden escribirse directamente en la tarjeta de memoria y luego insertarse en el dispositivo móvil. Esta es potencialmente la forma más rápida de transferir varios archivos a la vez, siempre que el usuario sepa dónde colocar los archivos multimedia.